# Pray Out Loud
«Pray Out Loud» —en español: «Reza en Voz Alta»— es una canción pop con elementos country interpretada por la cantante estadounidense Jessica Simpson e incluida originalmente en su sexto álbum de estudio, Do You Know (2008). Fue compuesta y producida por dos prodigios de la musical más popular del sur de los Estados Unidos, Brett James, John Shanks con la ayuda de Simpson. A inicios de año 2009 fue lanzado como sencillo promocionar del álbum. 
La canción no logró alcanzar la entrada a ninguna listas musical. Fue enviada por el sello discográfico a las prenominaciones de los Grammy Awards 2010, sin éxito. 

## Antecedentes
Después del éxito de «These Boots Are Made for Walkin'», canción la cual incorpora elementos de la musical country. En diferentes oportunidades Simpson expreso de le gustaría grabar un álbum de estudio totalmente en dicho género musical. A inicios de 2008, Joe Simspon padre y mánager de la cantante, reveló que Jessica se encontraba preparando para el proceso de grabación de un álbum country. En febrero de 2008, viaje a Nashville, Tennessee, casa musical de este género, para iniciar el proceso de grabación. Para mayo de este mismo año se supo que este álbum sería lanzado bajo el sello musical Columbia Nashville.
Al finalizar la promoción del sencillo «Remember That» los ejecutivos de Columbia Nashville, decidieron lanzar como sencillo promocionar a «Pray Out Loud» el 12 de enero de 2009, solo en Estados Unidos y Canadá. Cabe destacar que este fue peniultimo sencillo de Simpson lanzado por la compañía Sony BMG Music Entertainment, ya que en 2010, esta firmó con Primary Wave Records propiedad de EMI Group.

## Composición
«Pray Out Loud» es una canción pop con elementos country, cuyo sonido incorpora melodías oscuras de sintetizadores. Es una canción a medio tiempo en clave de Si mayor respaldo con la guitarra acústica. Fue compuesta y producida por dos prodigios de la musical más popular del sur de los Estados Unidos, Brett James, John Shanks con la ayuda de Simpson.

## Presentaciones
Simpson realizó presentaciones de «Pray Out Loud» en varias oportunidades. Presentó el tema el
11 de febrero de 2009 en The Early Show en vivo desde Nashville a anunciar las nominaciones para los Academy of Country Music Awards 2009. La artista también interpretó la canción en la gira por todo Estados Unidos, "Bob That Head Tour" de Rascal Flatts.

## Formato
- Digital download

1. Pray Out Loud - 3:45

## Créditos
Personas
| *Escritores:– Brett James, John Shanks & Jessica Simpson - Producción:– Brett James & John Shanks - Voz principal:- Jessica Simpson |

Empresa
| *Estudio:– Nashville, Tennessee, Blackbird - Sello discográfico:– Columbia Nashville & Epic Records - Compañía Discográfico:- Sony BMG Music Entertainment |